# Кукушка (поезд)
Куку́шка — короткий, от одного до нескольких вагонов, пассажирский или товарно-пассажирский (грузо-пассажирский) поезд местного сообщения. Курсирует не на интенсивных пригородных участках, а на разного рода дополнительных малодеятельных в смысле пригородного / местного сообщения участках и малозагруженных железнодорожных ветках.
Кроме того, «Кукушками» называют небольшие по размеру танк-паровозы стандартной русской колеи (5 футов) или любые паровозы — тендерные и танки — узкоколейных железных дорог.
Ещё одним значением слова «Кукушка» на русских железных дорогах является прозвище быстроходного пассажирского паровоза серии К. Паровозы серии К строились с 1907 по 1912 гг. и в 1910 г. были перепроектированы. Новый вариант 1910 г. получил в дополнение к литере «К» надстрочный индекс «У» — КУ, что означало «Коломенский усиленный». Вероятно, локомотивы именно этого, нового, типа стали называться в обиходе «Кукушками» (Ку-кушка).
Буквенный индекс К также имеют узкоколейные паровозы Кч4, Кп4, Кв4, Кф4, паровозы серии 157, например К-157-76 (установлен на станции Боярка).

## Происхождение названия
Название «Кукушка» появилось, видимо, из-за схожести звучания паровоза или местного поезда со звуками, издаваемыми кукующей птицей. Танк-паровозы обычной колеи и узкоколейные паровозы обладали слабым свистком, и подаваемые ими сигналы более походили на «кукование», нежели на стандартное паровозное «ту—ту». То же самое можно сказать о звуках приближающегося поезда, ведомого малосильным паровозом.
Термин зафиксирован в 1864 г., когда открылось пассажирское движение на участке Петергоф – Ораниенбаум нынешней Октябрьской железной дороги. Дачная местность между этими городками была густо заселена, но шедший из Санкт-Петербурга поезд не мог останавливаться на каждой из четырех платформ, расположенных на линии. Правление дороги вышло из положения, организовав доставку прибывших на станцию Старый Петергоф дачников местным поездом, состоявшим из танк-паровоза и одного двухэтажного вагона. Поезд ходил только в дачный сезон, считался нештатным и обслуживался такой же нештатной паровозной бригадой. Билетёрами и кондукторами служили студенты, как водится, желавшие летом «подработать». Нештатный машинист позволял себе вольности: остановливался в пути «по требованию», изготовил из мочала кнут, которым хлестал паровоз, крича: «Но, поехали!», — и свистел «Ку-ку». По этому свисту дачная публика окрестила поезд «Кукушкой».

## После 1945 года и до наших дней
В настоящее время составы подобного типа курсируют преимущественно на неэлектрифицированных направления РЖД в провинции, а иногда и в крупных городах, а также на КТЖ, включая космодром Байконур , там он курсировал до осени 2019 года. Встречаются в отдалённых районах, в которых затруднена подача моторвагонного подвижного состава; либо применяются на линиях с очень низким пассажиропотоком (так как минимальная длина электро- или дизель-поезда составляет 3-4 вагона, а в данном составе может быть и 2, или даже 1 вагон), на электрифицированных линиях с различными родами тока, где обычные электропоезда запустить невозможно, равно как на линиях, где часть маршрута проходит по электрифицированному участку, а другая часть — по неэлектрифицированному. Обычно обращаются на тепловозной тяге. На магистральных электрифицированных участках с одним родом тока (в том числе и если таковой охватывает только часть маршрута), а иногда, впрочем, даже и с разными родами тока (например, поезд Муром (переменный ток) — Черусти (постоянный ток) после списания муромских тепловозов ТЭП10) может применяться электровозная тяга.

## Примеры подобных поездов на современных железных дорогах России
- Ленинградская область (ОЖД): используется на маршруте Будогощь — Тихвин, который работает только по субботам.
- Республика Карелия (ОЖД): следует по маршруту Кузнечное — Сортавала, используется на маршруте Суккозеро — Лендеры.
- Псковская область (ОЖД): от станции Оредеж поезда на тепловозной тяге следуют на станцию Дно и от станции Псков на станции Дно и Скангали.
- Новгородская область (ОЖД): следуют по маршрутам Будогощь — Хвойная, Угловка — Боровичи и Бологое — Едрово — Старая Русса. Через Новгородскую область также проходит поезд Оредеж — Дно.
- Тверская область (ОЖД): от станции Бологое пригородные поезда на тепловозной тяге следуют на Великие Луки, Сонково, Едрово и Старую Руссу. От станции Савёлово — на Углич и Сонково. От станции Сонково — на Пестово и Весьегонск и Бологое. От станции Осташков — на Великие Луки и Кувшиново.

Наиболее известным поездом такого типа является поезд № 6697 / 6698 по маршруту Бологое — Осташков — Бологое, который по субботам буксируется паровозом П-36, что привлекает очень высокий интерес туристов.
Аналогичный проект сделан на маршруте Сортавала — Рускеала.

## Замена
Основной заменой для «подкидышей» являются дизель-поезда, также именуемые рельсовыми автобусами. В России Метровагонмаш производит рельсовые автобусы модели РА3, который является преемником РА1 и РА2. Ныне закрытый Торжокский вагоностроительный завод произвёл 13 дизель-электропоездов ДТ1, который может ехать как на электрической тяге в режиме электропоезда, так и от встроенного в головные вагоны дизель-генераторов, которые питают электродвигатели в одном из промежуточных вагонов. Также развивается практика использования «Ласточек», буксируемых тепловозами.

## Галерея
- Первая «Кукушка» на станции Ораниенбаум
- Узкоколейная «Кукушка»
- Современная узкоколейная «Кукушка» с тепловозом ТУ2
- Современная узкоколейная «Кукушка» с тепловозом ТУ4
- Современная «Кукушка» нормальной колеи с тепловозом ТЭП10
- Часто короткосоставные пассажирские поезда водят только одной секцией тепловоза 2ТЭ10У
- Узкоколейные паровозы «Кукушки» в Переславском железнодорожном музее
- Паровоз «Кукушка» нормальной колеи — танк-паровоз серии Ь (ерь)
- «Кукушка» — паровоз серии КУ
- "Кукушка" в музее "Локомотивное депо Рузаевка" в республике Мордовия